# تیم ملی فوتبال پادشاهی متحد
در حال حاضر هیچ تیم ملی فوتبال پادشاهی متحدی وجود ندارد، چرا که تیمهای مجزایی به نمایندگی انگلستان، اسکاتلند، ولز و ایرلند شمالی وجود دارند. این تیمهای ملی در جام جهانی و جامهای اروپا شرکت می‌کنند. یک تیم ملی فوتبال پادشاهی متحد در بازیهای دوستانه بازی کرده‌است، گرچه هرگز عضو فیفا نبوده و پس از ۱۹۵۵ بازی نکرده‌است. پادشاهی متحد در بازیهای المپیک توسط تیم فوتبال المپیک بریتانیای کبیر و ایرلند شمالی شرکت کرده‌است.